# Gordon Joseph Eaton-Matthews
Gordon Joseph Eaton-Matthews, britanski general, * 1897, † 1980.